# Nausinoe piabilis
Nausinoe piabilis is een vlinder van de familie van de grasmotten (Crambidae), uit de onderfamilie van de Spilomelinae. De wetenschappelijke naam van deze soort is voor het eerst voorgesteld als Lepyrodes piabilis door Hans Daniel Johan Wallengren in een publicatie uit 1876.
De soort komt voor in Zuid-Afrika.